# Emotions (머라이어 캐리의 노래)
〈Emotions〉는 머라이어 캐리의 노래이다. 두 번째 정규 앨범 《Emotions》의 리드 싱글이다. 빌보드 핫 100 1위를 했으며, 미국 음반 산업 협회(RIAA) 인증 골드 등급을 받은 곡이다.